# Accademia Teatro Dimitri

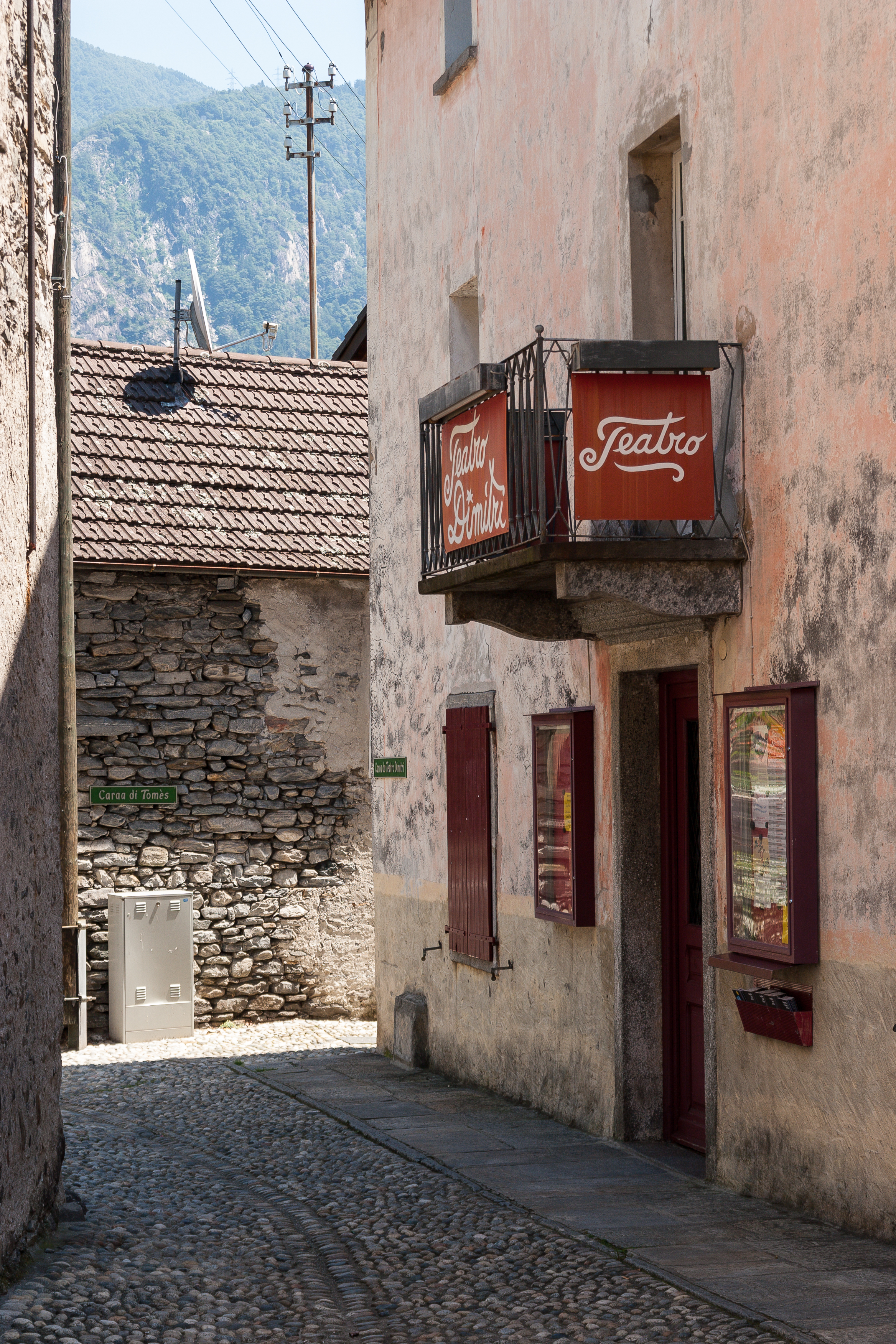
Théâtre Dimitri à Verscio TI.

L'Académie de Théâtre Dimitri (en italien : Accademia Teatro Dimitri et Scuola Teatro Dimitri jusqu'à fin avril 2017) est une école de théâtre suisse
```
située à 
Verscio
, commune de 
Terre di Pedemonte
, dans le 
canton du Tessin
.
```

Elle a été fondée en 1975 par le clown Dimitri (1935-2016) et a rejoint l'Université des sciences appliquées et des arts de la Suisse italienne (SUPSI) en 2006. Depuis lors, un cours de « licence en arts de théâtre » de trois ans à temps plein et l'option d'un cours de troisième cycle d'un an et demi pour un « master en arts de théâtre » ont été offerts.